# Schon wieder Flitterwochen
Schon wieder Flitterwochen (Originaltitel: Second Honeymoon) ist eine US-amerikanisch-neuseeländische Filmkomödie aus dem Jahr 2001. Regie führte Larry Peerce, das Drehbuch schrieb Maryedith Burrell.

## Handlung
Maggie und George Weston sind seit 20 Jahren verheiratet. Die Ehe kriselt, was die Eheleute jedoch vor den Angehörigen verheimlichen. Die Verwandten schenken dem Paar zum Hochzeitsjubiläum eine Reise, die die zweite Hochzeitsreise sein soll.
Die Eheleute reisen auf eine Insel, auf der Maggie sich bemüht, die Beziehung zu reparieren. Einer der Einheimischen hilft ihr dabei. Nach einem heftigen Streit werden die Westons vom Richter Antonio geschieden.

## Kritiken
Film-Dienst schrieb, der Film sei eine „oberflächliche, teilweise hektische Komödie ohne plausible Charaktere, die in oberflächliche Rollenschemata gepresst werden“.
Die Zeitschrift TV Spielfilm schrieb, „den Geschlechterkrieg gibt's amüsanter“. „Da lagen sich Katharine Hepburn und Spencer Tracy schon 50 Jahre früher besser in den Haaren.“'

## Auszeichnungen
Der Film wurde im Jahr 2001 in der Kategorie Bester Familien-Fernsehfilm für den Young Artist Award nominiert.

## Hintergründe
Der Film wurde in Puerto Rico gedreht. Die Weltpremiere fand am 11. März 2001 in den Vereinigten Staaten statt, die Deutschlandpremiere folgte am 12. Februar 2006.